# عباس‌آباد (خداآفرین)
عباس‌آباد یکی از روستاهای استان آذربایجان شرقی است که در دهستان منجوان غربی بخش منجوان شهرستان خداآفرین واقع شده‌است. این روستا توسط شخصی بنام کربلایی عباس جعفری (مالک عباس آباد ) فرزند جعفر قلی خان قاضی لو ازطایفه قاضی لو تیره‌ای ایل محمد خانلو ساخته شد .

## در لغت‌نامه دهخدا
عباس‌آباد. [ عَ بْ با ] (اِخ) دهی است از دهستان منجوان بخش خداآفرین شهرستان تبریز. واقع در ۲۵هزارگزی جنوب خداآفرین و ۱۷هزارگزی راه شوسهٔ اهر - کلیبر. کوهستانی با آب و هوای معتدل و ۲۶۱ تن سکنه. آب آن از چشمه تأمین می‌شود. محصولات آن غلات است شغل اهالی زراعت و گله داری است. راه مالرو دارد و دارای محضر رسمی ازدواج و طلاق است.

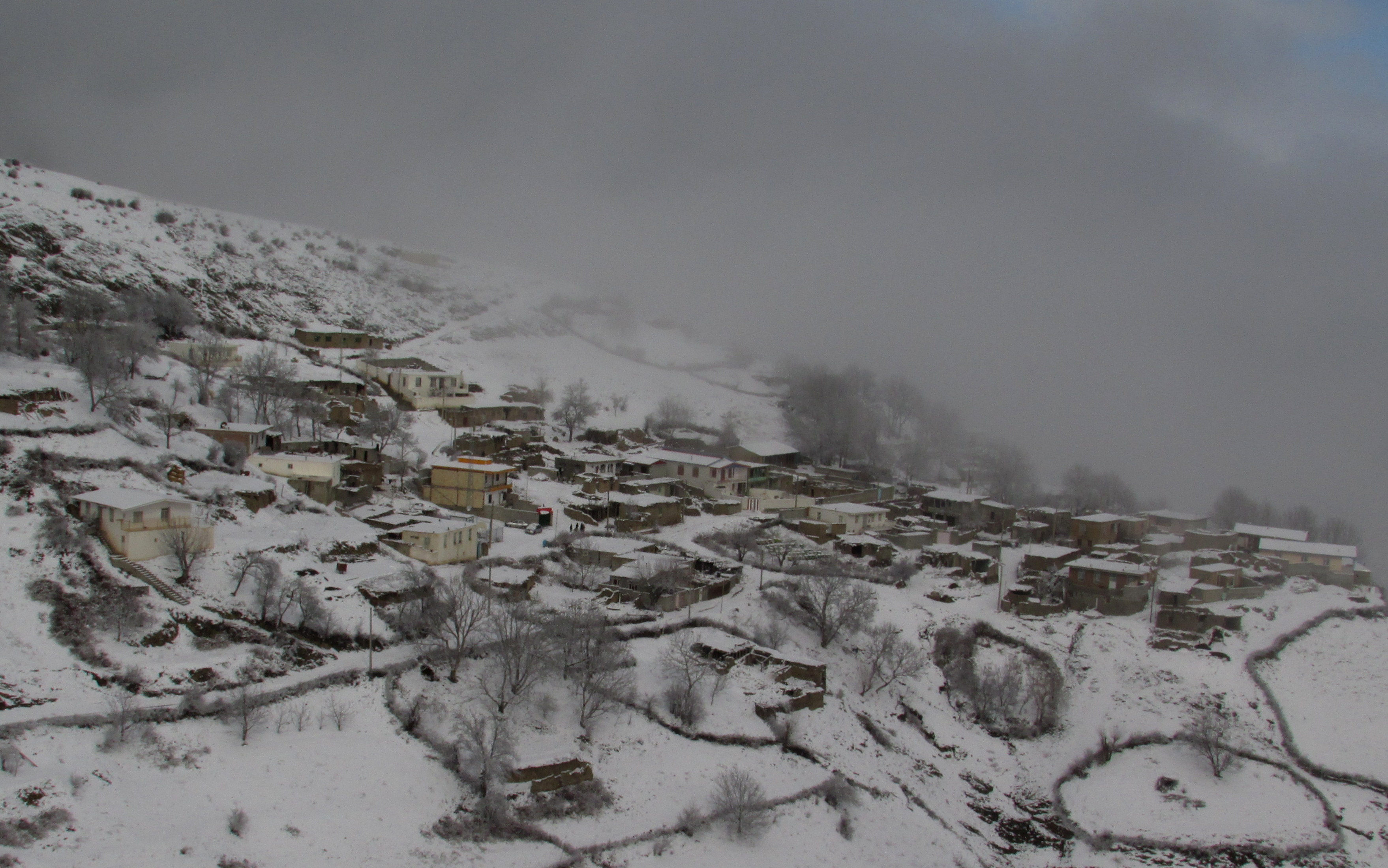
نمایی از روستا در زمستان ۲۰۱۴
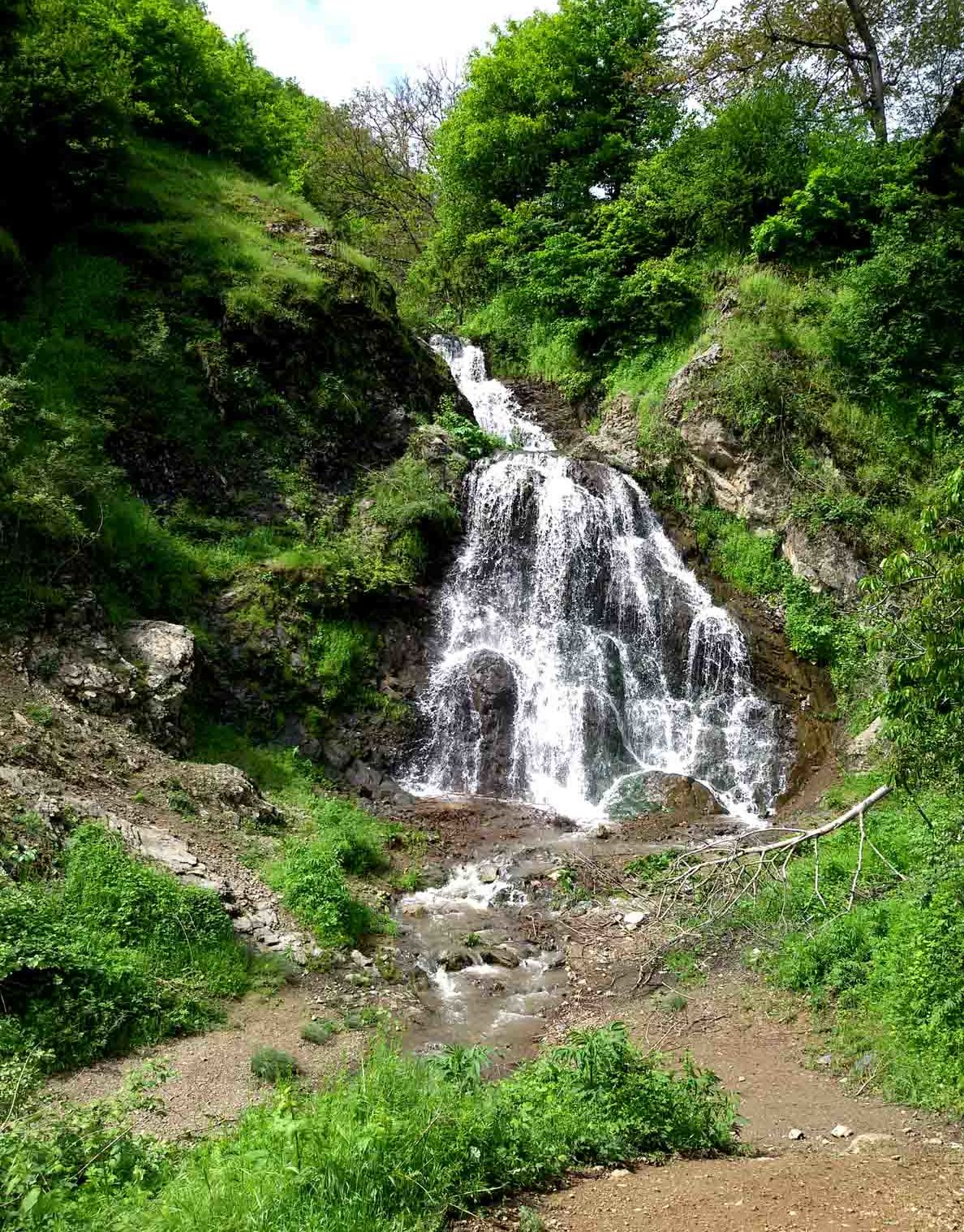
بهار ۲۰۱۵ آبشار عباس‌آباد خدآفرین
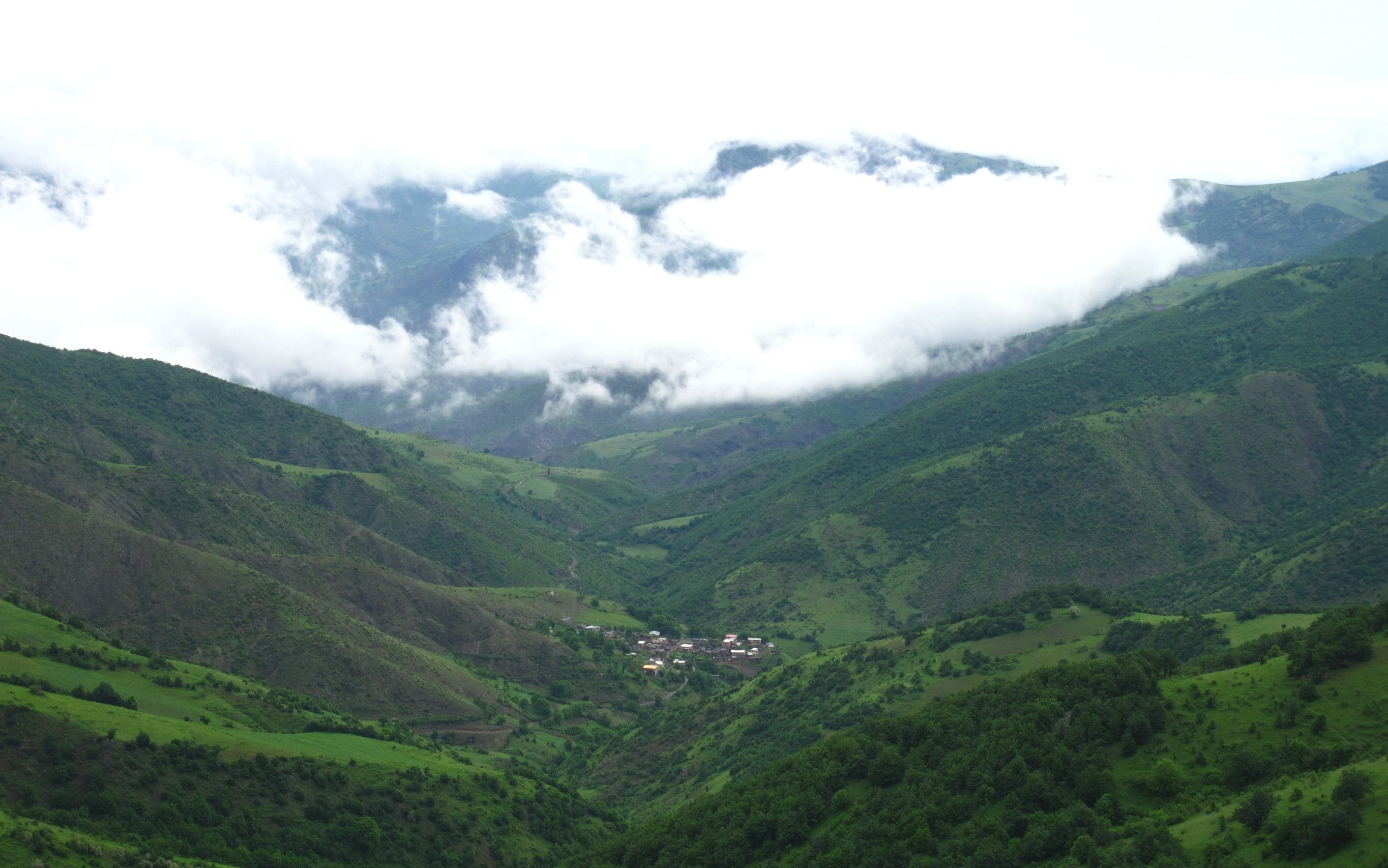
روستا در بهار ۲۰۱۱
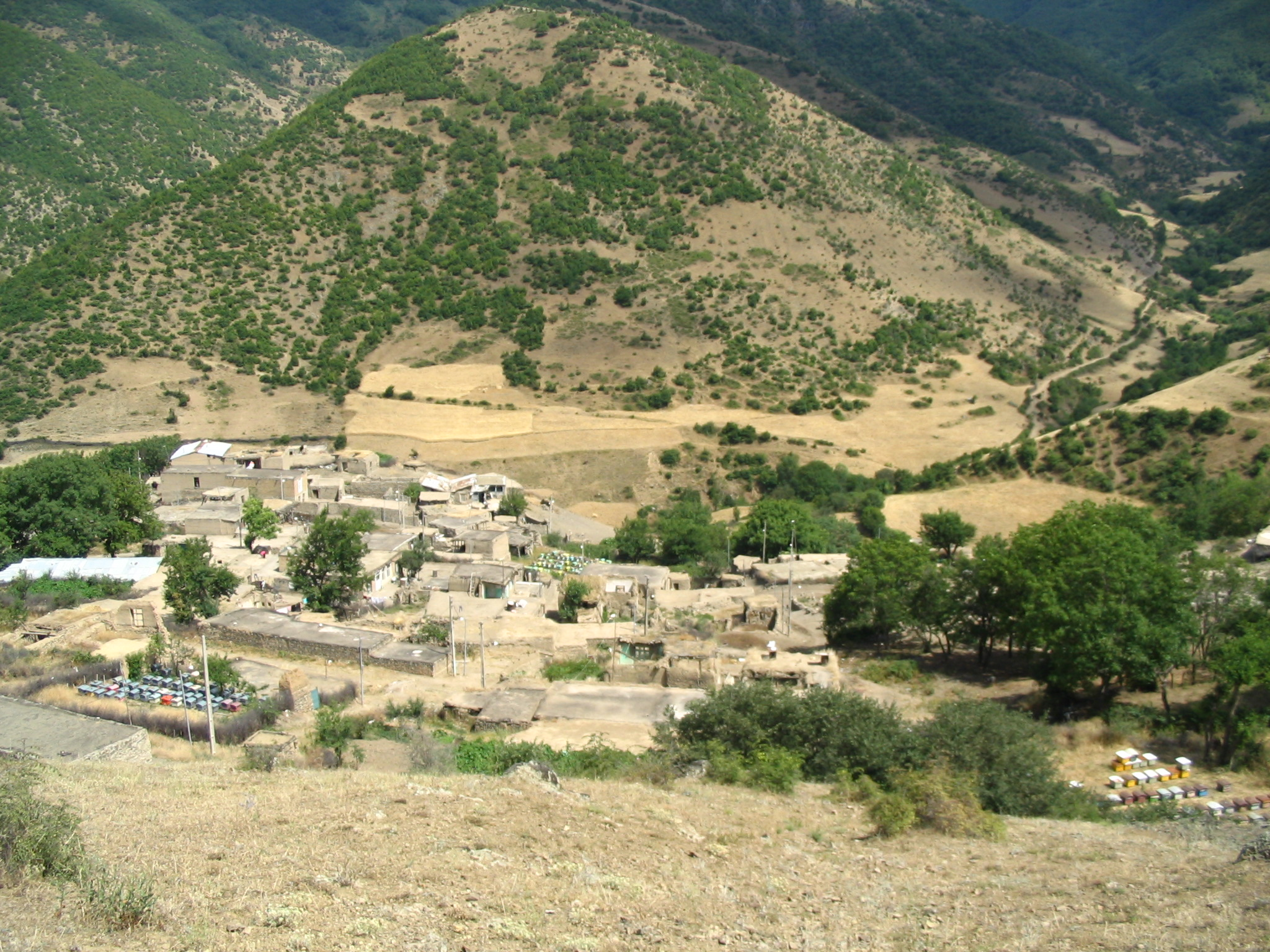
روستا در تابستان ۲۰۰۶
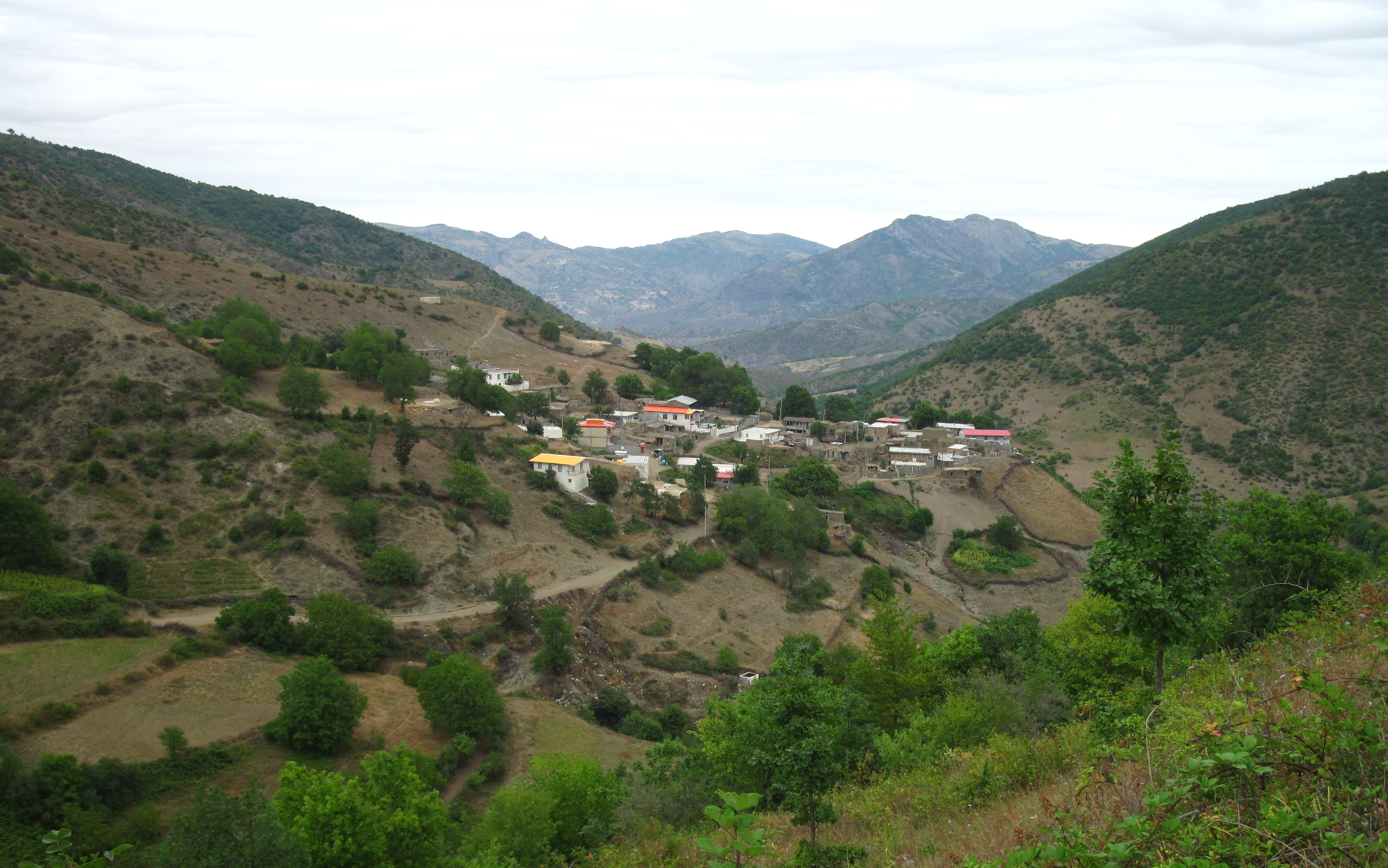
روستا در تابستان ۲۰۱۳
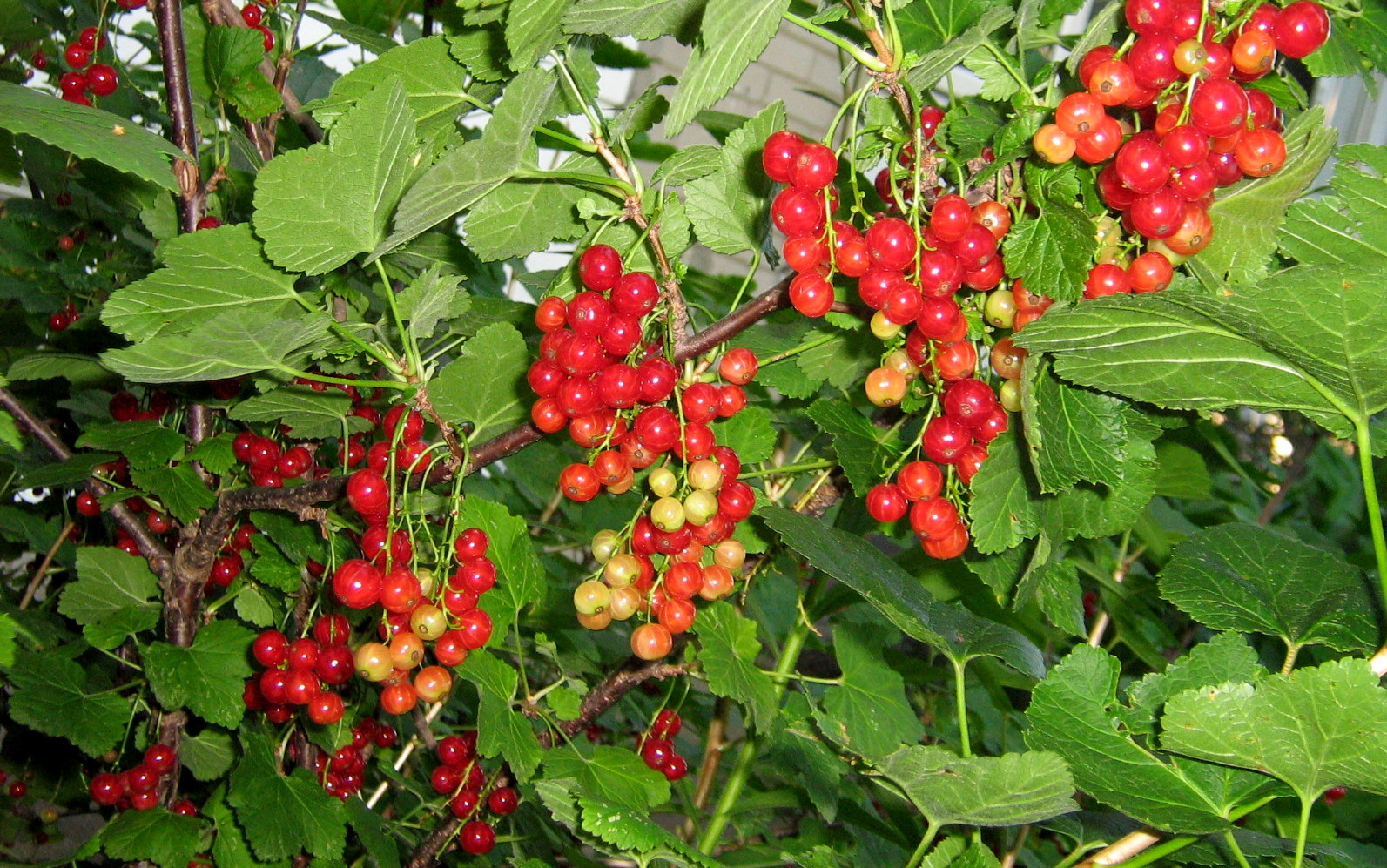
قره قات؛ میوه بومی جنگلهای ارسباران بوفور در عباس‌آباد یافت می‌شود.
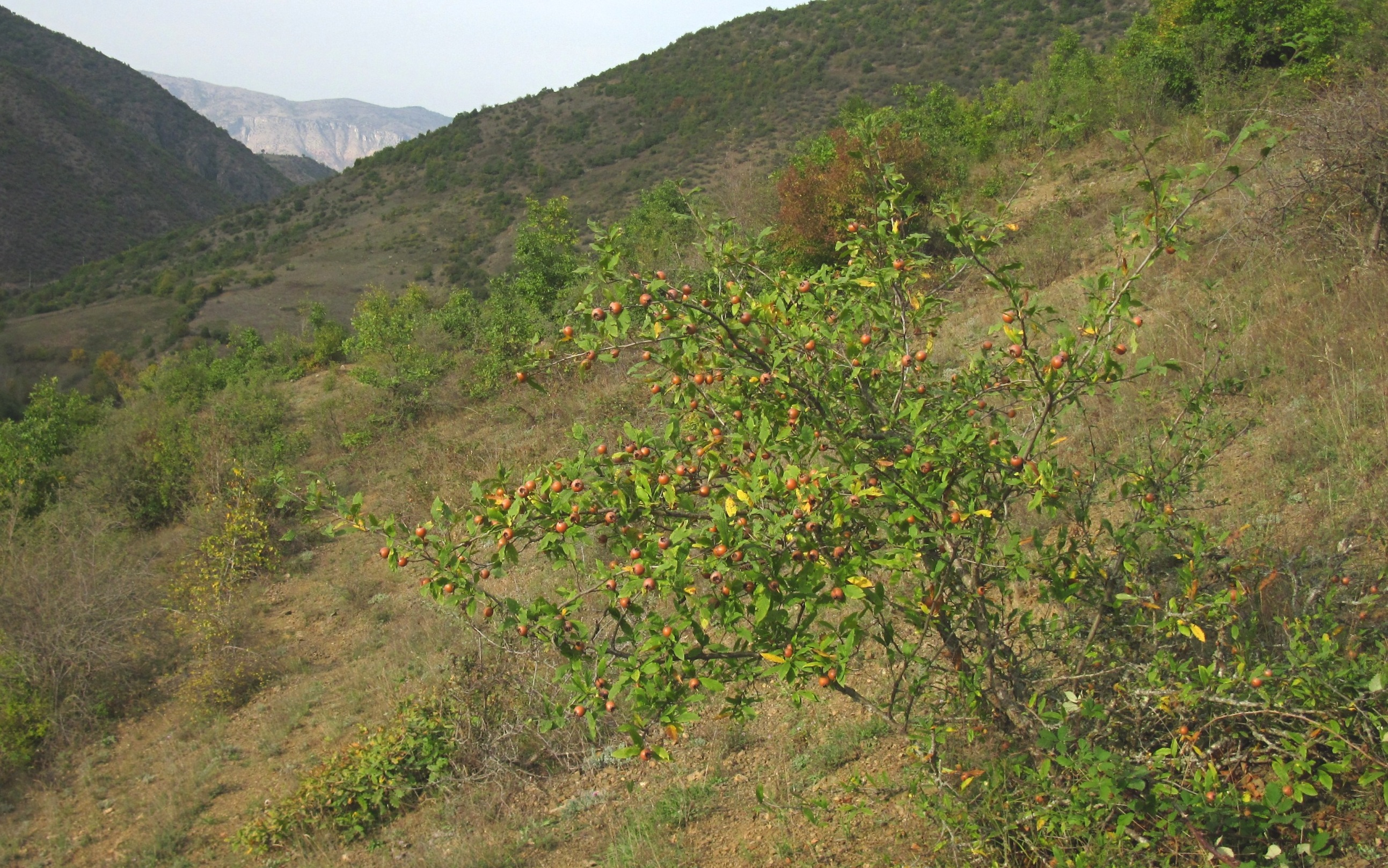
ازگیل؛ میوه بومی جنگلهای ارسباران بوفور در عباس‌آباد یافت می‌شود.
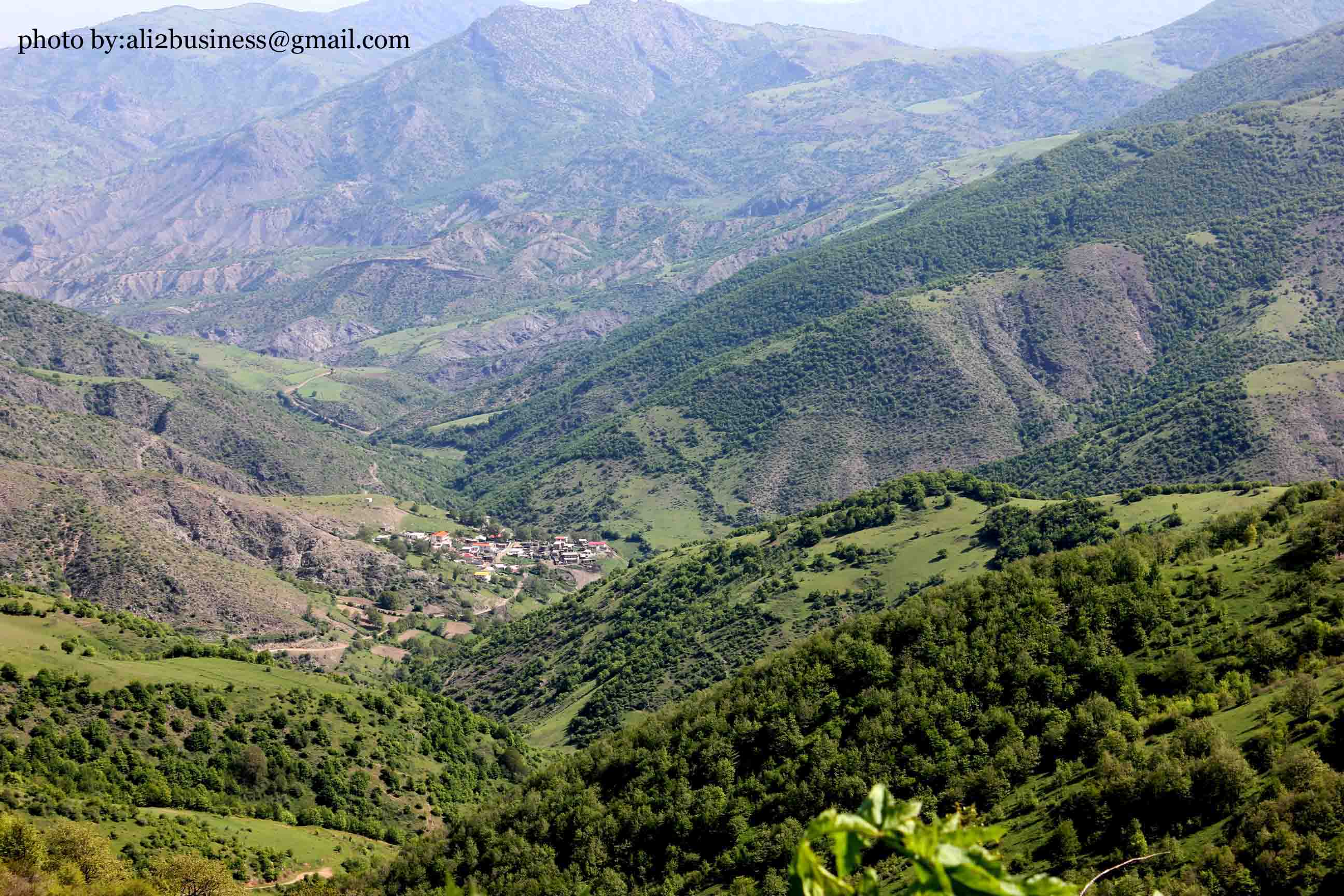
روستای عباس‌آباد بهار ۹۴